# Éroudeville
Éroudeville é uma comuna francesa na região administrativa da Normandia, no departamento Mancha. Estende-se por uma área de 4,84 km². Em 2010 a comuna tinha 218 habitantes (densidade: 45 hab./km²).